# قلاب (نشان‌گذاری متن)
قلاب یا براکت (به انگلیسی: Bracket) به دو علامت «باز و بسته» نشان‌گذاری گفته می‌شود، که معمولاً از آن برای جداسازی یک قطعهٔ متن یا داده از محیط اطراف (احاطه‌کننده) خود استفاده می‌شود.
چهار نوع قلاب وجود دارد:
- کمان یا کمانک یا پرانتز[۲] (به فرانسوی: parenthèses) با نماد ()
- قلاب یا کروشه[۳] (به فرانسوی: crochet) با نماد  [ ]
- ابرو یا آکولاد[۴] (به فرانسوی: accolade) با نماد { }
- جهت‌نما[۵] یا پرانتز شکسته با نماد < > یا ⟨ ⟩

## پرانتز

### استفاده()
- این نوع پرانتز برای بیان بیشتر و روشن‌سازی در متن (یا تعریف کوتاه) یا تقدم عمل در ریاضیات به‌کار می‌رود.
- در بسیاری از زبان‌های برنامه‌نویسی (نه همه) علاوه بر کاربرد ریاضی، پیرو همان قواعد زبان نوشتاری انسانی برای تعریف پارامترهای خانوادهٔ تابع‌ها استفاده دارد. در بسیاری از زبان‌های برنامه‌نویسی به صورت الزامی یا اختیاری برای فراخوانی توابع کاربرد دارد.

## قلاب

### استفاده[ ]
- در منبع‌دهی برای بیان نقل‌قول به‌کار می‌رود.[۶]
- در ریاضیات تقدم بیشتری نسبت به پرانتز دارد و نماد تابع جز صحیح نیز می‌باشد.
- در برنامه‌نویسی برای تعریف آرایه (Array) و به ویژه در جی‌سون (JSON) کاربرد دارد. در اکثر زبان‌های برنامه‌نویسی از بورن شل تا تمام زبان‌های خانواده سی برای دستیابی به عناصر آرایه یا تعریف آرایه کاربرد دارد. در برخی زبان‌ها کاربردهای ویژه در کتابخانه‌های برنامه‌نویسی شیءگرا نیز دارد.

## آکولاد

### استفاده{ }
- نماد مجموعه در ریاضیات
- در برنامه‌نویسی خانواده سی برای تعریف محدوده کد اجرایی کاربرد دارد گاهی برای محدوده کد یک فضای نام یا کلاس یا فانکشن که شامل اسکوپ متغیرهای محلی نیز هست و گاهی فقط برای محدوده اجرایی یک شرط یا یک چرخه (لوپ). پیرو کاربرد مجموعه ریاضی آن کاربرد تعریف اشیاء مجموعه‌ای را در زبان‌های خاصی نیز دارد که شامل JSON در جاوااسکریپت نیز می‌شود.

## پرانتز شکسته

### استفاده〈 〉
پرانتز شکسته (⟨ ⟩؛ برای بیان میانگین در فیزیک یا مجموعه‌های دنباله‌دار، به‌طور مثال:
{\displaystyle \left\langle V(t)^{2}\right\rangle =\lim _{T\to \infty }{\frac {1}{T}}\int _{-T/2}^{T/2}V(t)^{2}\,{\rm {d}}t.}
در نشان‌گذاری برا-کت نیز به‌کار می‌رود.

#### lt; &gt
- در کدنویسی زبان مارک‌آپ فرا متنی HTML برای تعریف تگ‌ها کاربرد دارد.
- در انواع زبان‌های برنامه‌نویسی و زبان‌های بازخوانی بانک‌های اطلاعاتی همان کاربرد ریاضیاتی را دارد